# 12 Виктория
Вижте пояснителната страница за други значения на Виктория.
12 Виктория е голям астероид в астероидния пояс. Открит от Дж. Р. Хинд на 13 септември 1850.
Виктория е официално наречена на римската богиня на победата, но името също е в чест на кралица Виктория на Обединеното кралство. Богинята Виктория (Нике за гърците) e била дъщеря на Стикс от титана Палант. Съвпадението на името с тогава-царуващата кралица предизвикало голям спор и Б. А. Гулд, редактор на престижния Астрономически журнал, възприел алтернативното име Клио (сега се използва 84 Клио), предложено от откривателя.
Благоприятни за наблюдение на астероида 12 Victoria са месеците юли, август и септември около датата на противостояние, когато малката планета е видима цяла нощ и е най-ярка. Астероида преминава през съзвездията Водолей, Пегас и Риби.